# Stanton, Michigan
Stanton är administrativ huvudort i Montcalm County i den amerikanska delstaten Michigan. Orten har fått sitt namn efter politikern Edwin M. Stanton. Enligt 2010 års folkräkning hade Stanton 1 417 invånare.